# Eudaemonia troglophylla
Eudaemonia troglophylla is een vlinder uit de familie nachtpauwogen (Saturniidae), onderfamilie Saturniinae.
De wetenschappelijke naam van de soort is voor het eerst geldig gepubliceerd door Hampson in 1919.